# HK Spartak Moscou
Le HK Spartak Moscou (en russe Хоккейный клуб Спартак Москва) est un club de hockey sur glace de Russie. Le club est une branche des équipes sportives du Spartak Moscou.

## Histoire

Logo de 2008 à 2010

L'équipe fait ses débuts dans le championnat d'URSS en 1946. Elle gagne à quatre reprises le championnat soviétique en 1962, 1967, 1969 et 1976 ainsi que cinq Coupes Spengler en 1980, 1981, 1985, 1989 et 1990.
Lors de la saison 2005-06, l'équipe finit à la dixième place de la Superliga mais les finances de l'équipe ne suivant pas, le club est au bord de la faillite. L'équipe croit être sauvée quand un acheteur, Vadim Melkov, décide d'investir de l'argent afin de reprendre le club. Les négociations sont bien engagées mais Melkov décède lors de l'accident du vol 778 Siberia Airlines. Après un mois de débat pour sauver l'équipe, il est décidé de suspendre l'équipe pour un an afin de trouver une solution. En 2007-2008, le Spartak fait à nouveau partie de la Superliga. En 2008, elle intègre une nouvelle compétition en Eurasie, la Ligue continentale de hockey (KHL). À la suite de problèmes financiers, le club ne participe pas à la compétition en 2014-2015, mais retrouve sa place lors de l'édition suivante.
Le numéro 14 porté par Valeri Fomenkov a été retiré par le Spartak le 4 janvier 2011.

## Palmarès
- Vainqueur du championnat d'URSS : 1962, 1967, 1969, 1976.
- Vainqueur de la coupe d'URSS : 1970, 1971.
- Vainqueur de la Vyschaïa Liga : 2000, 2001, 2004.
- Vainqueur de la Coupe Spengler : 1980, 1981, 1985, 1989, 1990.
- Vainqueur de la Coupe Ahearne : 1971, 1972, 1973.

## Saisons après saisons
Note : PJ : parties jouées, V : victoires, VP: victoires en prolongation, VF: victoires en fusillade, D : défaites, N : matchs nuls, DP : défaite en prolongation, DTF : défaite en fusillade, Pts : Points, BP : buts pour, BC : buts contre.

### Saisons en KHL
| Saison    | PJ               | V                | VP               | VTB              | D                | DP               | DTB              | BP               | BC               | Pts              | Classement       | Séries éliminatoires                                                                          |
| --------- | ---------------- | ---------------- | ---------------- | ---------------- | ---------------- | ---------------- | ---------------- | ---------------- | ---------------- | ---------------- | ---------------- | --------------------------------------------------------------------------------------------- |
| 2008-2009 | 56               | 26               | 2                | 7                | 17               | 0                | 4                | 143              | 105              | 100              | 8e/24            | SKA Saint-Pétersbourg 3-0 (huitième de finale) Lokomotiv Iaroslavl 3-0 (quart de finale)      |
| 2009-2010 | 56               | 24               | 4                | 4                | 20               | 4                | 0                | 178              | 168              | 92               | 10e/24           | Dinamo Moscou 3-1 (huitième de finale) Lokomotiv Iaroslavl 4-2 (quart de finale)              |
| 2010-2011 | 54               | 24               | 1                | 1                | 22               | 3                | 3                | 129              | 142              | 82               | 12e/23           | SKA Saint-Pétersbourg 4-0 (huitième de finale)                                                |
| 2011-2012 | 54               | 15               | 2                | 5                | 27               | 3                | 2                | 124              | 163              | 64               | 19e/23           | Non qualifié                                                                                  |
| 2012-2013 | 52               | 11               | 4                | 2                | 28               | 5                | 2                | 106              | 151              | 51               | 23e/26           | Non qualifié                                                                                  |
| 2013-2014 | 54               | 12               | 4                | 4                | 28               | 2                | 4                | 105              | 147              | 58               | 24e/28           | Non qualifié                                                                                  |
| 2014-2015 | Ne participe pas | Ne participe pas | Ne participe pas | Ne participe pas | Ne participe pas | Ne participe pas | Ne participe pas | Ne participe pas | Ne participe pas | Ne participe pas | Ne participe pas | Ne participe pas                                                                              |
| 2015-2016 | 60               | 20               | 3                | 2                | 28               | 2                | 5                | 139              | 172              | 77               | 21e/28           | Non qualifié                                                                                  |
| 2016-2017 | 60               | 18               | 1                | 2                | 33               | 3                | 3                | 125              | 168              | 65               | 26e/29           | Non qualifié                                                                                  |
| 2017-2018 | 56               | 22               | 4                | 3                | 22               | 4                | 1                | 153              | 146              | 85               | 16e/29           | HK CSKA Moscou 4-0 (huitième de finale)                                                       |
| 2018-2019 | 62               | 21               | 3                | 4                | 26               | 6                | 2                | 156              | 158              | 64               | 13e/25           | SKA Saint-Pétersbourg 4-2 (huitième de finale)                                                |
| 2019-2020 | 62               | 26               | 4                | 4                | 19               | 6                | 3                | 173              | 143              | 77               | 9e/24            | HK Dinamo Moscou 4-2 (huitième de finale)                                                     |
| 2020-2021 | 60               | 20               | 7                | 1                | 25               | 5                | 2                | 157              | 173              | 63               | 16e/23           | HK CSKA Moscou 4-0 (huitième de finale)                                                       |
| 2021-2022 | 48               | 19               | 5                | 2                | 18               | 2                | 2                | 122              | 118              | 56               | 12e/24           | Jokerit 4-0 (huitième de finale) SKA Saint-Pétersbourg 4-1 (quart-finale)                     |
| 2022-2023 | 68               | 21               | 3                | 4                | 32               | 6                | 2                | 154              | 192              | 64               | 19e/22           | Non qualifié                                                                                  |
| 2023-2024 | 68               | 36               | 3                | 1                | 20               | 4                | 4                | 233              | 189              | 88               | 9e/23            | Severstal Tcherepovets 4-1 (huitième de finale) Metallourg Magnitogorsk 2-4 (quart de finale) |
| 2024-2025 | 68               | 31               | 6                | 2                | 20               | 3                | 6                | 221              | 197              | 87               | 9e/23            | Severstal Tcherepovets 4-1 (huitième de finale) Salavat Ioulaïev Oufa 3-4 (quart de finale)   |